# Kampong Trach
Huyện Kampong Trach (tiếng Khmer: ស្រុកកំពង់ត្រាច) là một huyện nằm ở tỉnh Kampot, ở phía nam Campuchia. Dân số năm 1998 của huyện này là 83.061 người.
Huyện Kampong Trach gồm 14 xã sau:
- Boeng Sala Khang Cheung (Boeng Sala Bắc, បឹង សាលា ខាងជើង) 0706-01: Kaoh Tromung (Cốt Trà Mục), Das Skor, Kaoh Meakprang, Prey Tob
- Boeng Sala Khang Tboung (Boeng Sala Nam, បឹង សាលា ខាងត្បូង) 0706-02: Kaoh Chamkar, Chres, Svay Ph'aem (Phiếm)
- Damnak Kantuot Khang Cheung (Damnak Kantuot Bắc, ដំណាក់ កន្ទួត ខាងជើង) 0706-03: Ou Slaeng, Prey Kes, Ou Popul, Phnum Damrei (Ba Nam Rạp)
- Damnak Kantuot Khang Tboung (Damnak Kantuot Nam, ដំណាក់ កន្ទួត ខាងត្បូង) 0706-04: Damnak Kantuot, Ou Roluos, Angk Chey Ti Muoy, Angk Chey Ti Pir, Trapeang Chrey
- Kampong Trach Khang Kaeut (Kampong Trach Đông, កំពង់ ត្រាច ខាងកើត) 0706-05: Kampong Trach Ti Muoy, Kaoh Khlout (Cổ Cần Lố), Kaoh Ta Chan, Robang Kras
- Kampong Trach Khang Lech (Kampong Trach Tây, កំពង់ ត្រាច ខាងលិច) 0706-06: Kandal tuol, Angkrong, Phnum Salei, Daeum Char, Kaoh Phdau, Ou Chranieng, Kampong Trach Ti Pir,
- Kanthaor Khang Cheung (Kanthaor Bắc, កន្ថោរ ខាងជើង) 0706-07: Prey Koek, Phnum Khyang, Chrouh Ta Saom
- Kanthaor Khang Kaeut (Kanthaor Đông, កន្ថោរ ខាងកើត) 0706-08: Chranieng Ter, Bang bak, Khleang Khang Cheung, Khleang Khang Tboung, Damnak Kralanh Khang Lech, Damnak Kralanh Khang Kaeut, Chong Suong
- Kanthaor Khang Lech (Kanthaor Tây, កន្ថោរ ខាងលិច) 0706-09: Daeum Pou, Tiem Kanthaor, Prey Totueng, Snam Kur, Boeng Thum Khang Lech, Boeng Thum Khang Kaeut
- Preaek Kroes (Sông Kroes, ព្រែក ក្រឹស) 0706-12: Preaek Kroes, Preaek Pruos, Leak Chea, Daeum Snay, Kaoh Ta Kov (tức Cốt Trà Câu), Preah Trohueng, Kaoh Tnaot
- Ruessei Srok Khang Kaeut (Ruessei Srok Đông, ឫស្សី ស្រុក ខាងកើត) 0706-13: Ruessei Srok, Kaoh Snouk (Cốt Tà Nục), Thnong, Anlong Thngan
- Ruessei Srok Khang Lech (Ruessei Srok Tây, ឫស្សី ស្រុក ខាងលិច) 0706-14: Thkov, Lok (tức sóc Lót hay Phnum Lok hay Lục Sơn), Kaoh Kruesna, Trapeang Niel, Damnak trabaek (tức sóc Tầm-nặc Tà-bẹt), Kampul Meas
- Svay Tong Khang Cheung (Svay Tong Bắc, ស្វាយ ទង ខាងជើង) 0706-15: Doung, Chheu Teal Roam, Bay Tea, Phnum Kngab
- Svay Tong Khang Tboung (Svay Tong Nam, ស្វាយ ទង ខាងត្បូង) 0706-16: Kaoh Trach (Cô Gấp hay Cô Hắp), Kaoh Chhveang (tức sóc Cố Ven hay Cò Vinh), Ta Khvay, Slab Ta Aon, Svay Tong (tức sóc Xoài Tống hay Svai Tong).